# Asedio de Famagusta
El asedio de Famagusta tuvo lugar entre septiembre del año 1570 y agosto del año 1571 en la ciudad chipriota de Famagusta entre las tropas del imperio otomano, que estaban formadas por 154.000 hombres, y las fuerzas de la república de Venecia, que contaban con 7000 soldados.

## Preludio
Tras la conquista de Constantinopla en 1453, el Imperio Otomano inició una lucha por el dominio del Mediterráneo Oriental.
Durante un siglo solamente la República de Venecia opuso resistencia, ya que mantenía importantes posesiones en la zona. En 1479 ambos países firmaron un tratado de paz por el cual Venecia cedía la Morea y Albania; después perdería la isla de Cefalonia, Monembasía, Nauplio y casi todas las islas del Egeo. Cuando los turcos conquistaron Egipto (1517) y Rodas (1522) los únicos territorios que se mantenían fuera de las manos turcas eran las dos islas venecianas: Creta y Chipre.
Cada vez más debilitada, Venecia no vio impedimento en convertirse en tributario del Sultán si sus intereses comerciales quedaban a salvo, y así, tras la conquista de Egipto, Venecia pasó a transferir al Sultán los 8.000 ducados anuales que, hasta entonces, pagaba a los mamelucos.
Tras la muerte de Solimán el Magnífico en 1566, el gran visir Mehmed Sokolli colocó en el trono a su suegro Selim II. Al principio nada pareció cambiar; al año siguiente el nuevo sultán ratificó la paz. Sin embargo, tras firmar el Imperio Otomano la paz con Maximiliano II de Habsburgo concentró sus recursos bélicos en la costa turca al norte de Chipre. Según el bailío veneciano en Constantinopla José Nasí, Lala Kara Mustafa Pasha y Pialí Bajá lo alentaban a apoderarse de la isla.
José Nasí, descendiente de una familia judeoconversa española había visto cómo, antes de afincarse en Constantinopla, Venecia arrestaba a su tía y confiscaba sus riquezas. Convertido en hombre de confianza de Selim II, se cuenta que fue él quien aficionó a Selim al vino ganándole el apodo de “Borracho” y en particular le ofrecía vino de Chipre para embelesarlo con la idea de conquistar la isla para vengarse de los venecianos.
Sin embargo, interpretaciones más recientes sostienen que las decisiones las tomaba Mehmed Sokolli, que intentó salvar el honor del Imperio tras la derrota en Malta. Para engañar a Venecia desplegó una actitud dialogante para lograr que la República estuviese pendiente de la salida diplomática y no pudiera concertar una alianza con España y el Papa.
En septiembre de 1569 tuvo lugar una explosión en el arsenal de Venecia. Cuatro iglesias e innumerables palacios quedaron destruidos, las murallas quedaron arruinadas y las pérdidas humanas y materiales fueron enormes. En Estambul se pensó que toda la flota veneciana había quedado destruida, aunque en realidad solo se perdieron cuatro galeras.
Selim II proclamó que era una señal de Alá para que emprendiera la conquista de la isla. Entre mucha gente cundió la sospecha de que José Nasí envió unos sicarios para provocar la explosión.
El gran muftí de Estambul Abu Saud bendijo el proyecto recordando que el propio Mahoma había roto un tratado con el infiel para arrebatarle La Meca en beneficio del Islam y justificó la conquista de Chipre por el hecho de que en el pasado había estado sometida al islam. Proclamó una fatwa convirtiendo la conquista en Guerra Santa.
En enero de 1570 el gran visir Sokolli se entrevistó con el bailío de Venecia y le comunicó que el sultán quería ser amo de Chipre.

## Preparativos
Venecia había conseguido la promesa de 60 galeras españolas al mando del genovés Andrea Doria que se reunirían en Mesina con la flota aliada; Malta participaría con cinco galeras y el Papa equiparía 12. En cuanto a las fuerzas venecianas, Marco Quirini había partido con 25 galeras hacia Creta para unirse a las 22 que le esperaban allí, el capitán general Girolamo Zane salió de la República rumbo a Zara con 80 galeras y Sebastián Venier embarcó rumbo a Corfú como primera escala a Chipre para asumir el mando de gobernador general de la isla junto con Astor Baglione.
Las fuerzas otomanas eran sobrecogedoras. Entre marzo y mayo de 1570 partieron más de 150 galeras, 12 fustas, 8 mahomas, 40 barcos de transporte para caballos, además de bastimentos y aparatos de guerra. Al mando de la operación terrestre iba Lala Mustafá, mientras que Pialí Bajá era el comandante de la flota.
Astor Baglione llegó a Nicosia en mayo de 1570. Reclutó a todos los hombres capaces de luchar y preparó la ciudad para el asedio. El capitán dejó como responsable de la ciudad al conde de Rocha y a Nicolás Dandolo y marchó a Famagusta.
A diferencia de con Dandolo, Baglione congenió a la perfección con Marco Antonio Bragadino, capitán de Famagusta. Ambos mandaron reforzar las murallas, ahondar los fosos, acumular armas, municiones y vituallas, quemando los alrededores y envenenando las fuentes.
En julio Lala Mustafá desembarcó en Pafos tropas que fueron rechazadas por la guarnición de la ciudad. La flota descendió a Lánarca donde pudo desembarcar sin resistencia ya que Dandolo y Rocha no querían ninguna confrontación en campo abierto.
La población chipriota, compuesta por griegos ortodoxos poco afectos a los católicos, llegó a veces a entregarse pacíficamente a causa en parte de las hábiles gestiones de los agentes enviados desde Estambul. Las autoridades venecianas no supieron cómo reaccionar y en algunas plazas hubo escaramuzas y castigos ejemplares- como en Lefcara, cerca de Limasol- lo cual propició aún más la predisposición favorable de la población local ante los invasores otomanos.

A finales de julio Lala Mustafá pasaba revista a casi cien mil efectivos ante los muros de Nicosia. La ciudad resistió hasta el 9 de septiembre en el que un asalto brutal obligó a los venecianos a refugiarse en el palacio del gobernador donde se les comunicó que, si se rendían, serían respetadas sus vidas. Se acordó deponer las armas pero en cuanto las puertas se abrieron una marea de soldados turcos arrasó todo a su paso. Aquel día murieron 20.000 personas y unos 2.000 jóvenes de ambos sexos fueron hechos esclavos.

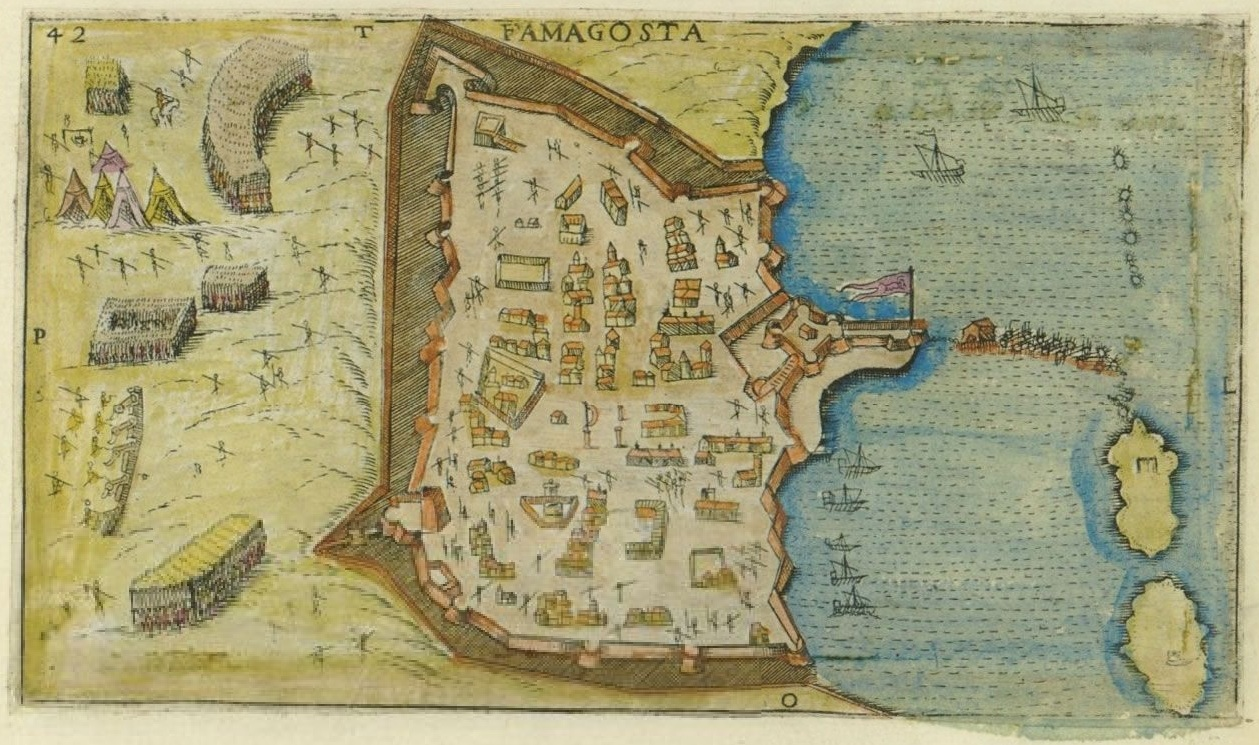
Mapa de Famagusta

Con el botín embarcado, una mujer nombrada en las crónicas como María Sinclitikí o Arnalda hizo saltar el barco de Mustafá por los aires arrastrando a otros dos barcos a la catástrofe y perdiéndose gran parte del botín y de vidas.
En los días sucesivos se rindieron Pafos, Limasol, Cerinica y Lárnaca. Solo Famagusta resistía.

## El asedio
Como oferta de rendición a la ciudad un mensajero de Lala Mustafá dejó la cabeza de Dandolo sobre una pica a la vista de todos. Pasados unos días, Mustafá dio su primera orden: construir una fortificación desde la que 74 cañones, 4 basiliscos e innumerables piezas de artillería empezaron a bombardear la villa.
En ese momento, las patrullas costeras traen la noticia de la cercanía de la flota cristiana. Pialí embarca todas sus tropas para dirigirse a su encuentro concediendo a Bragantino y Baglione un plazo para reforzar sus posiciones. Sin embargo, ante la incredulidad de todos, la flota cristiana se bate en retirada.
Llega el invierno y Mustafá tiene que posponer sus planes.
En enero de 1571, 12 galeras mandadas por Marco Quirini acuden a Famagusta. Quirini logra desembarcar 1600 hombres y una carga de alimentos; además, saquea varios barcos turcos. Al cabo de un mes, Quirini debe embarcar para Creta llevándose consigo a las gentes no aptas para el combate y los objetos de valor. Los beys de Rodas y Quíos, encargados de patrullar las costas, pagarán su negligencia ante Selim II, el primero con su rango y el segundo con su cabeza.
En marzo regresan los refuerzos otomanos, al mando de Uluch Alí con una flota de 80 galeras y 18.000 soldados. Mustafá estrecha el cerco y trae 15 cañones de Nicosia.
Desesperado, Bragadino, expulsa de la ciudad a 8.000 civiles que, sorprendentemente, son respetados por Mustafá. Dentro solo quedan los 7000 venecianos y chipriotas capaces de luchar.
Mustafá pone a cavar a 40.000 soldados en la parte sur de la ciudad para crear un laberinto de pasajes cubiertos que la artillería veneciana no puede alcanzar.
A finales de mayo, la noticia de que la Liga Santa esta ultimada penetra en la ciudad y una nueva oferta de rendición es respondida al grito de ¡Viva San Marcos!.

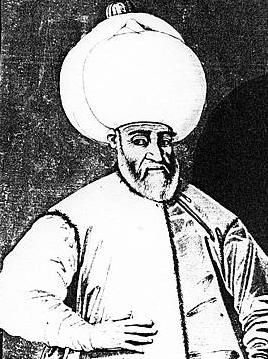
Lala Kara Mustafa Pasha

Baglione envía una galera a Mesina con una carta para don Juan de Austria. Durante el mes de junio el fuego de desgaste mantiene ocupados a los asediados y no pueden contrarrestar a los zapadores. Llega a derrumbarse el bastión norte que solo es defendido por dos compañías de soldados chipriotas con solo unas culebrinas.
Reforzado el sector norte queda desprotegido el sur. Unas noches más tarde la artillería otomana consigue demoler la puerta de Limasol.
Comienzan los asaltos directos al recinto. Los defensores luchan ferozmente y las murallas son reconstruidas con sus escombros. Los otomanos fuerzan el cinturón de murallas en seis de sus once puntos fuertes, pero aún queda la ciudadela. Además, al contrario que en Nicosia, los venecianos realizan salidas por sorpresa que humillan a las tropas de asedio.
Lala Mustafá comenta en uno de sus informes al Sultán:
“Famagusta es una ciudad defendida no por hombres, sino por gigantes.”
Tras un ataque, una comisión expone a Bragadino la cruda realidad. Un año de asedio ha llevado a la población de la ciudad al hambre y a la extenuación. Bragadino pide dos semanas para enviar una fragata a Creta en busca de apoyo.
Mustafá reitera su oferta de rendición pero los capitanes osan contestarle que la ciudadela será defendida palmo a palmo. Los asediados solo ascienden a 900. La mitad heridos, y solo tienen siete barriles de pólvora.
Ante la ausencia de noticias, el 1 de agosto de 1571 se iza la bandera blanca. Ese mismo día se firma el pacto: la guarnición veneciana saldrá con sus armas y equipajes y será transportada a Creta en barcos con el pendón del León de San Marcos; los chipriotas serán libres de quedarse o marcharse y sus vidas serán respetadas.
La tarde del 5 de agosto de 1571 Bragadino sale montado a caballo para entregar las llaves de la ciudad al visir junto a sus jefes y a 40 hombres. Mustafá pregunta por los prisioneros otomanos que tenían en poder los venecianos, Bragadino contesta que unos se hallan en Famagusta y otros en Venecia. Mustafá, probablemente mal informado de que el capitán los había asesinado la noche anterior, se ve libre para castigar a los venecianos de una manera ejemplar. Es muy posible que Mustafa actuó así con Bragadino porque enfurecido al constatar que sus 250000 hombres habían sido tenidos en jaque por muchos meses por apenas unos miles de soldados venecianos bajo el mando decidido del veneciano: el posible ridículo frente a sus superiores lo irritó.
Mustafá hace apresar a los capitanes y con su propia daga le corta a Bragadino la oreja derecha, ordenando que le cercenen la izquierda y la nariz. Él mismo decapitará a Baglione, cuya cabeza muestra entre sus manos gritando:
¡Contemplad al defensor de Famagusta!
A Bragadino le esperaba un final más atroz. El día 17 durante la transformación en mezquita de la catedral de San Nicolás, Mustafá hace traer al capitán veneciano y le obliga a trasladar sacos llenos de piedras y a besar el suelo por donde pasa él. Al parecer Mustafá se tomaba venganza de las palabras que Bragadino le dirigió en una ocasión:
“Un día nuestra armada llegará y tu ejército y tu flota quedarán destruidos; entonces te haré caminar delante de mi caballo y acarrear sobre tu espalda la tierra con la que has llenado nuestro foso”.
Casi desfallecido, Bragadino es conducido al puerto para ser izado en el mástil de un navío, donde le gritan:
“A ver si puedes ver ahora la ayuda cristiana para Famagusta”.
Las crónicas venecianas trasmiten la respuesta del capitán:
“¡Deseo que resuene en los dos polos la traición del mezquino Mustafá! ¡Deseo que mi muerte y la de tantos inocentes sean utilizadas como ejemplo para que las gentes venideras no den crédito a una raza bárbara e infiel!.
Bragadino fue conducido a la plaza de Famagusta donde fue desollado vivo. Tras media hora el capitán expiró. Despedazaron su cuerpo y expusieron su cabeza en la picota de la plaza y el resto en los bastiones.

## Consecuencias
Chipre quedó definitivamente en manos otomanas hasta 1878.
El 4 de octubre de 1571 la flota de la Liga Santa, que marcha para ayudar a Famagusta conoce la caída de la ciudad en Cefalonía. Toman entonces la decisión de enfrentarse a la flota otomana. El choque se producirá el 7 de octubre en la batalla de Lepanto en la que la Liga Santa obtiene la victoria.
Sin embargo, el Imperio Otomano no tardó en recuperarse pues al año siguiente ya estaba en disposición de seguir con su ofensiva en el Mediterráneo.
En los reinos cristianos, Lepanto causó una oleada de triunfalismo; sin embargo la campaña de 1572 no fue productiva y la Liga se disolvió al año siguiente, cuando Venecia se vio obligada a firmar un nuevo tratado con el Sultán por el que pagaba 300.000 ducados que había costado la expedición a Chipre, quedando liberada de los 8.000 ducados anuales que había pagado como tributo anual. A pesar de todo, la batalla supuso el final de la amenaza otomana sobre el Mediterráneo Occidental, lo que desplazó el protagonismo en la política europea al dominio atlántico.

## Literatura
- La batalla de Famagusta es descrita en el libro del escritor italiano Emilio Salgari El capitán Tormenta.